# So wie ich bin
So wie ich bin ist das vierte Studioalbum der deutschen Schlagersängerin Helene Fischer. Das Album wurde am 9. Oktober 2009 in Deutschland veröffentlicht.

## Produktion
Produziert und komponiert wurde das Album von Jean Frankfurter. Weitere Komponisten und Texter neben Frankfurter waren Kristina Bach, Andreas Bärtels, Marc Hiller, Irma Holder und Tobias Reitz. Für das Artwork war Tim Juckenack verantwortlich.
Die Lieder entstanden meist nach folgendem Ablauf: Jean Frankfurter komponierte das Lied und schickte es Fischer ohne fertigen Text zu. Das Team von weiteren Textern und Komponisten erarbeitete dann die Texte, und die Endfassung entstand bei der Arrangierung der Lieder im Studio.

## Titelliste
| #   | Titel                                        | Länge |
| --- | -------------------------------------------- | ----- |
| 1.  | Ich will immer wieder … dieses Fieber spür’n | 3:29  |
| 2.  | Beim Träumen ist alles erlaubt               | 3:32  |
| 3.  | Das letzte Wort hat die Liebe                | 4:02  |
| 4.  | Tausend gute Gründe                          | 3:33  |
| 5.  | Doch ich bereuʼ dich nicht                   | 3:45  |
| 6.  | Wolkenträumer                                | 3:11  |
| 7.  | Hundert Prozent                              | 3:59  |
| 8.  | Liebʼ mich                                   | 3:55  |
| 9.  | Einmal berührt – für immer verführt          | 3:50  |
| 10. | Ich brauchʼ das Gefühl                       | 3:59  |
| 11. | Ist doch kein Wunder                         | 3:27  |
| 12. | Es gibt ihn also doch                        | 4:07  |
| 13. | Die Sonne kann warten                        | 3:37  |
| 14. | Du lässt mich sein, so wie ich bin           | 4:11  |

## Singleauskopplungen
Die Single Ich will immer wieder … dieses Fieber spür’n, wurde am 4. September 2009 veröffentlicht und enthält neben der normalen Version ebenfalls eine Karaoke-Version und das bis dahin unveröffentlichte Lied Verliebʼ dich nie nach Mitternacht. In Deutschland und Österreich erreichte die Single die Top-30.

## Rezeption
Das Schlagerportal schlagerplanet.de hob hervor, dass etliche Lieder, die im Stile Helene Fischers modern, poppig und zeitgemäß erscheinen, auf der CD veröffentlicht wurden. Positiv herausgehoben wurde auch ihre Fröhlichkeit und Unbeschwertheit, die sie auf die Platte bannte.

## Kommerzieller Erfolg

### Chartplatzierungen
Das Album stieg auf Platz zwei der deutschen Albumcharts ein und erreichte in der Schweiz Platz sieben. Mit dem ersten Platz in den österreichischen Charts belegte Fischer zum ersten Mal in ihrer Karriere den ersten Platz in den Albumcharts.
| ChartsChartplatzierungen | Höchstplatzierung | Wochen |
| ------------------------ | ----------------- | ------ |
| Deutschland (GfK)        | 2 (37 Wo.)        | 37     |
| Österreich (Ö3)          | 1 (47 Wo.)        | 47     |
| Schweiz (IFPI)           | 7 (30 Wo.)        | 30     |

| ChartsJahrescharts (2009) | Platzierung |
| ------------------------- | ----------- |
| Deutschland (GfK)         | 58          |
| Österreich (Ö3)           | 43          |

| ChartsJahrescharts (2010) | Platzierung |
| ------------------------- | ----------- |
| Deutschland (GfK)         | 58          |
| Österreich (Ö3)           | 71          |

### Auszeichnungen für Musikverkäufe
So wie ich bin wurde für mehr als 300.000 verkaufte Exemplare in Deutschland mit Dreifach-Gold ausgezeichnet. In Österreich erhielt So wie ich bin für über 20.000 verkaufte Einheiten Platin sowie für 15.000 verkaufter CDs Gold in der Schweiz.
| Land/Region        | Auszeichnungen für Musikverkäufe (Land/Region, Auszeichnung, Verkäufe) | Verkäufe |
| ------------------ | ---------------------------------------------------------------------- | -------- |
| Deutschland (BVMI) | 3× Gold                                                                | 300.000  |
| Österreich (IFPI)  | Platin                                                                 | 20.000   |
| Schweiz (IFPI)     | Gold                                                                   | 15.000   |
| Insgesamt          | 2× Gold · 2× Platin ·                                                  | 335.000  |